# Po bitki so generali vsi
»Po bitki so generali vsi« je skladba in šesti single skupine Pepel in kri iz leta 1976. Avtor glasbe je Tadej Hrušovar, besedilo pa je napisal Dušan Velkaverh.

## Snemanje
Producent je bil Dečo Žgur. Skladba je bila izdana na drugem studijskem albumu Pepel in kri pri RTV Ljubljana na kaseti.

## Zasedba

### Produkcija
- Tadej Hrušovar – glasba
- Dušan Velkaverh – besedilo
- Dečo Žgur – aranžma, producent

### Studijska izvedba
- Pepel in kri – vokali

## Mala plošča
7" vinilka
- »Po bitki so generali vsi« (A-stran) – 2ː55
- »Madjija« (B-stran) – 3ː30